# Elacatinus chancei
Espèce
Elacatinus chancei est une espèce de poissons de la famille des Gobiidae mesurant dans les 5 cm.

## Répartition et habitat
C'est un poisson récifal.
Il est originaire des Bahamas, des Antilles jusqu'au nord du Venezuela, mais il est également présent en aquarium, tout comme les autres espèces du genre Elacatinus.